# Pekahou Cowan
Pour les articles homonymes, voir Cowan.

a Compétitions nationales et continentales officielles uniquement.

b Matchs officiels uniquement.
Dernière mise à jour le 15 septembre 2021.
Pekahou Cowan J.M. Cowan dit Pek Cowan, né le 2 juin 1986 à Wellington, est un joueur de rugby à XV international australien. Il évolue au poste de pilier, et a joué en Super Rugby avec la franchise australienne de la Western Force.

## Carrière

### En club et province
Pek Cowan joué avec les Perth Spirit lors de la saison 2007-08 de l'Australian Rugby Championship. Il fait partie de l'équipe de Western Force qui débute dans le Super 14 en 2006. Il joue son premier match avec Western Force contre les Waratahs. Il dispute le Shute Shield, une compétition qui met aux prises les clubs de Sydney, avec le club de Warringah.

### En équipe nationale
Il joue avec l'équipe scolaire d'Australie en 2003-04, puis avec l'équipe d'Australie des moins de 19 ans en 2004-05, celle des moins de 21 ans en 2006 et l'équipe d'Australie A en 2008 avec laquelle il dispute deux matchs de la Pacific Nations Cup. Pek Cowan dispute son premier test avec les Wallabies le 20 juin 2009 contre l'Italie à Melbourne. Il dispute le Tri-nations en 2009 et en 2011, mais sans être titulaire.

## Palmarès
- Vainqueur du Tri-nations en 2011

## Statistiques en équipe nationale
- 10 sélections
- Sélections par année : 3 en 2009, 1 en 2010, 1 en 2011 et 5 en 2014
- Rugby Championship disputés : 2009, 2011, 2014.